# Cyclone (film, 1987)
Pour plus de détails, voir Fiche technique et Distribution.
Cyclone est un film d'action et de science-fiction américain, sorti en 1987, sur une femme qui doit empêcher la moto ultime de tomber entre de mauvaises mains. Le film a été réalisé par Fred Olen Ray, et met en vedette Heather Thomas, Jeffrey Combs, Martine Beswick, Huntz Hall et Martin Landau.

## Synopsis
Teri (Heather Thomas) quitte le gymnase et s’arrête dans un atelier de réparation de motos pour récupérer des pièces détachées pour son petit ami inventeur Rick (Jeffrey Combs). Rick a développé la moto ultime, la Cyclone. Il s’agit d’une moto valant 5 millions de dollars, équipée de lance-roquettes et de canons laser, qui n’a besoin que d’oxygène pour fonctionner. Le financement de la moto de haute technologie a été fourni par le gouvernement qui souhaite prendre le contrôle du véhicule. En outre, les marchands d’armes criminels locaux considèrent la moto comme une aubaine et tentent de la voler pour la vendre sur le marché noir.
Lorsque Teri et Rick se dirigent vers une boîte de nuit, Rick est assassiné par Rolf (Dar Robinson) qui souhaite prendre le contrôle du prototype. C’est maintenant à Teri d’empêcher la Cyclone de tomber entre de mauvaises mains. Teri a été informée, dans une vidéo filmée par Rick avant d’être poignardé à l'arrière de la nuque, qu’elle peut faire confiance à l’agent Bob Jenkins, mais elle découvre que Jenkins a également été tué. N’ayant plus personne en qui elle peut avoir confiance qu’elle-même, elle doit décider de comment s’assurer que la moto ne sera pas mal utilisée à l’avenir.

## Fiche technique
- Titre : Cyclone
- Réalisation : Fred Olen Ray
- Scénario : Paul Garson, T. L. Lankford et Fred Olen Ray
- Musique :  Shawna Wright, Anthony Riparetti et James Saad
- Société de production : Cinetel Films
- Pays d’origine : États-Unis
- Langue originale : Anglais
- Genre : science-fiction, action drame
- Durée : 1 heure 29 minutes
- Format : couleurs - 1,85:1
- Date de sortie :
- États-Unis : 5 juin 1987
- Classification :
- États-Unis : R
- France : interdit aux moins de 12 ans lors de sa sortie

## Distribution
- Heather Thomas : Teri Marshall
- Jeffrey Combs : Rick Davenport
- Dar Robinson : Rolf
- Martine Beswick : Waters[2]
- Martin Landau : Basarian
- Huntz Hall : Long John
- Troy Donahue : Bob Jenkins
- Robert Quarry : Beyoncé[3]

## Production
Le film a été produit par Dda Public Relations, et tourné à Los Angeles, en Californie, à partir de février 1987[8]. Il a été distribué par Grey Matter Entertainment et Virgin Vision le 5 juin 1987. C’est l’un des deux derniers films tournés avec le cascadeur Dar Robinson (Rolf), qui est décédé en novembre 1986 sur le tournage de Million Dollar Mystery, sorti une semaine plus tard, en juin 1987. Ce film, Cyclone et L'Arme fatale sont tous dédiés à sa mémoire.
Platinum Disc a sorti un DVD économique du film en 2002.
Shout! Factory a sorti le film le 19 mars 2013 dans le cadre d’un coffret DVD de quatre films « Action-Packed Movie Marathon ».

## Réception critique
TV Guide a donné au film 2 étoiles sur 5, trouvant que la distribution de ce film de série B était plus intéressante que le film lui-même. Selon le site agrégateur de critiques DVDtalk, le film est amusant, il est comparable à un épisode de K 2000 ou Tonnerre mécanique, bien que cela manque d’effets spéciaux par rapport aux standards modernes. Moria a aimé la prémisse du film, et a apprécié les blagues de genre de Fred Olen Ray, et parfois a trouvé attrayant son sens de l’humour cynique, mais a trouvé que peu de choses avaient été faites avec la prémisse. Creature Feature a donné au film deux étoiles sur 5, déclarant que le film était principalement basé sur des poursuites en voiture, laissant peu de temps pour l’intrigue ou pour développer les personnages.
RideApart.com a déclaré que le design futuriste de la moto était décent (devinant qu’il s’agissait d’une « Honda XR350/XL350 des années 1980 ») et que le nombre d’acteurs reconnaissables était un plus. Il a fait l’éloge des cascades, notant que c’était l’un des derniers films de Dar Robinson. Cependant, le film s’est avéré être à peu près du niveau d’un épisode de Knight Rider.
Cyclone recueille un score d’audience de 16% sur Rotten Tomatoes.